# Нейн
Нейн (англ. Nain) — деревня в провинции Ньюфаундленд и Лабрадор, Канада. Административный центр автономной территории Инуитов. Нунатсиавут.

## География
Город расположен на берегу бухты Юнити-Бей, на северо-востоке полуострова Лабрадор. В городе находится аэропорт Нейн играющий важную роль в жизни местного населения, так как до поселения нельзя добраться по земле. Авиарейсами доставляется груз, в том числе почта и продукты питания, а также перевозятся пассажиры. В 2019 году в правительстве обсуждалась возможность проложить дорогу от Хаппи-Валли-Гуз-Бей до Нейна, но пока без конкретных решений.
Так как территория находится в зоне вечной мерзлоты — строительство на территории поселения осложнено. Здания строят на сваях, достаточно высоко, чтобы не затопляться и не разрушаться из-за циклов замерзания-оттаивания

## История

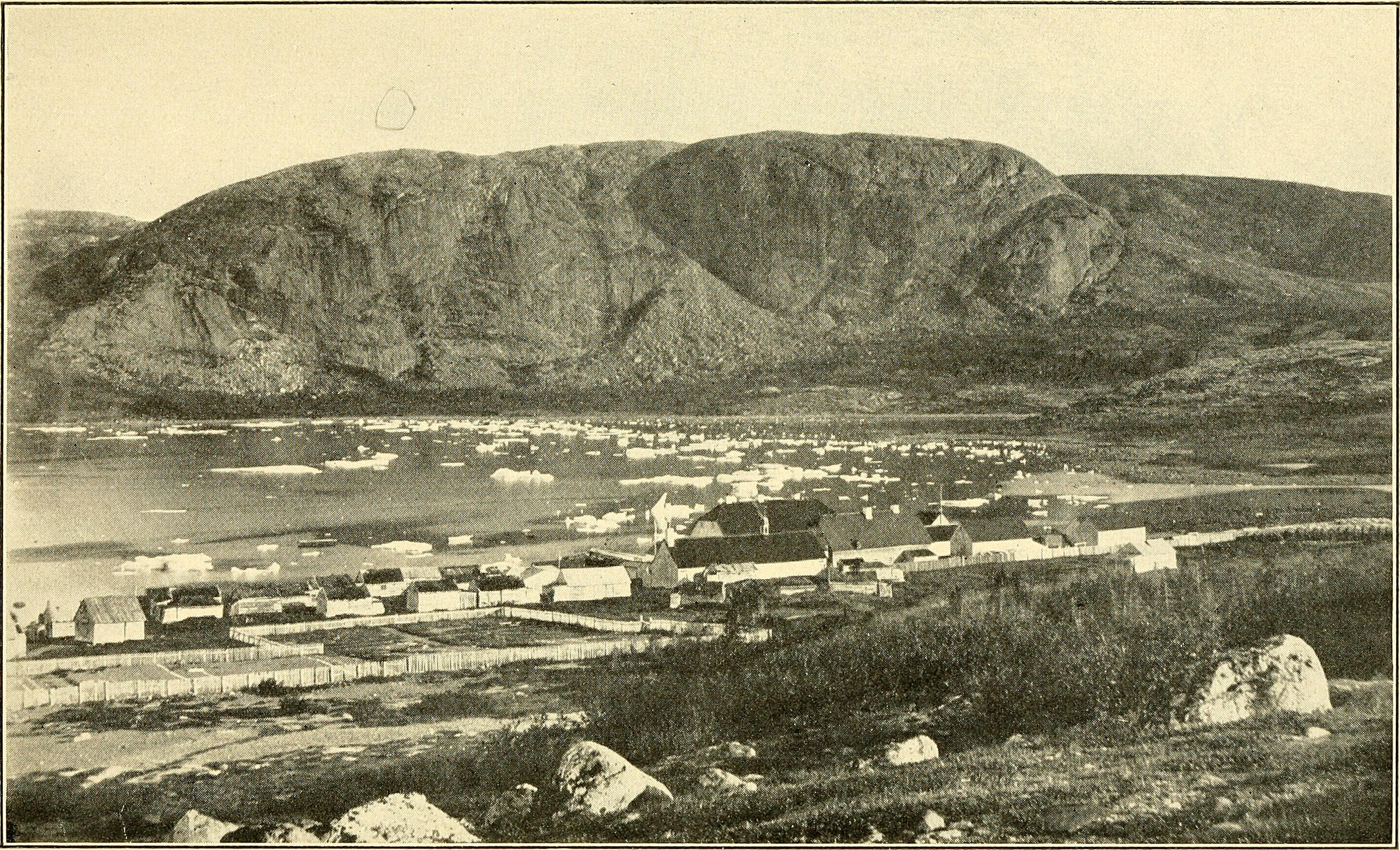
Нейн в 1909 году

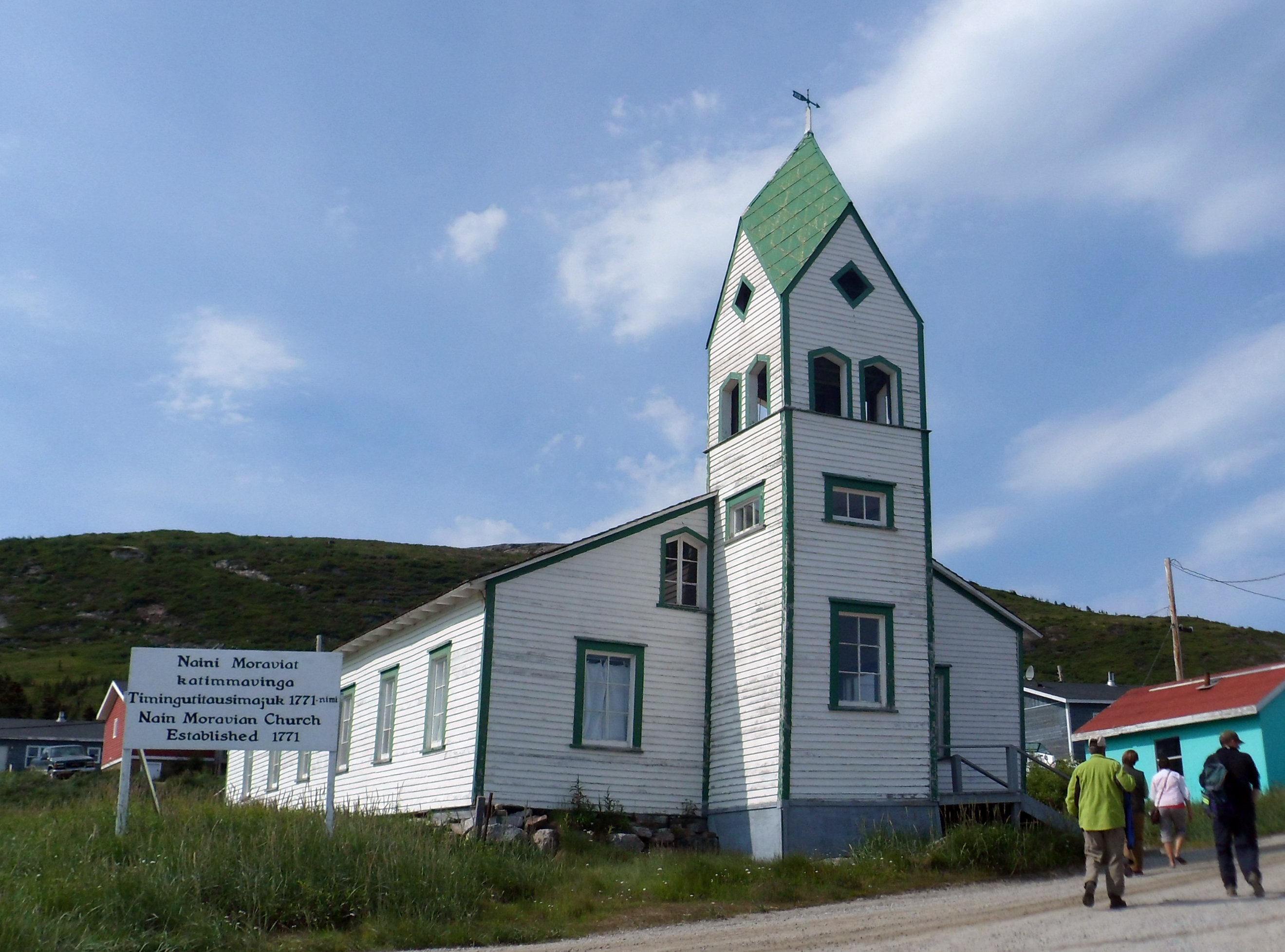
Моравская Церковь

В 1771 году Миссионеры Моравской церкви основались в поселении Нейн, а в 1791 году ими была открыта первая школа на полуострове.
В 1959 году жители Хеврона под давлением регионального правительства и Моравской церкви были вынуждены переехать в другие поселения к югу от Хевроа, в том числе и в Нейн.
В осенью 2017 года завершилось строительство культурного центра Иллусуак, о наследии инуитов в регионе.

## Население
В Нейне на 2016 год проживало 1125 человек. Для подавляющего большинства (98,7 %) жителей английский язык являлся родным. Из 855 жителей возрастом 15 лет и старше — 430 не имеют образования.
Нейн является одним из сообществ лабрадорских инуитов, которые разрешают продавать алкоголь только в лицензированных заведениях.